# Bosrobert
Bosrobert é uma comuna francesa na região administrativa da Normandia, no departamento de Eure. Estende-se por uma área de 9,32 km². Em 2010 a comuna tinha 673 habitantes (densidade: 72,2 hab./km²).